# Danh sách chương trình phát sóng của HTV
Dưới đây là danh sách chương trình truyền hình đã và đang được phát sóng của Đài Truyền hình Thành phố Hồ Chí Minh, được chia theo kênh và trạng thái phát sóng. Danh sách này không bao gồm phim truyện truyền hình. Mỗi chương trình được liệt kê một lần duy nhất trên một kênh, với ngoại lệ là chương trình phát song song trên nhiều kênh.

## HTV1

### Đang phát sóng
- An toàn giao thông thành phố [1][2]
- Bạn cần biết
- Bản tin thời sự tổng hợp
- Chính phủ tuần qua
- Chương trình tổng hợp
- Chuyện nghề
- Chuyện trưa 12G
- Sách hay & bạn đọc
- Thế giới 24 giờ
- Thể thao tổng hợp
- Thông tin công cộng
- Thông tin dân sự - rao vặt

### Từng phát sóng
- 5 phút mỗi ngày
- 24h toàn cảnh
- Ai? việc gì? ở đâu? khi nào?
- Asian Top Band
- Bản tin HTV1
- Bản tin an toàn giao thông
- Bản tin buổi tối
- Bản tin nông nghiệp & phát triển nông thôn
- Bản tin tiếng nước ngoài
- Bản tin tài chính chứng khoán
- Bản tin tổng hợp
- Bản tin văn hóa xã hội
- Bản tin xúc tiến thương mại
- Bật mí phim truyền hình
- Biến động thị trường
- Bông lúa vàng
- Câu chuyện muôn đời
- Chào Việt Nam
- Chung tay vì cộng đồng
- Chung tay vì cộng đồng - Cho bạn, Cho tôi, Cho chúng ta
- Chương trình thiếu nhi
- Chuyện đời thường
- Chuyện hậu trường
- Chuyện nhỏ mà không nhỏ
- Chuyện khó tin
- Cơ hội cho bệnh nhân nghèo
- Cuộc đua kỳ thú
- Dịch vụ gia đình
- Du lịch & Cuộc sống
- Duyên nội trợ
- Đẹp Fashion Show
- Đẹp hơn mỗi ngày
- Điểm đến cuối tuần
- Đối thoại
- Giải thưởng cải lương Trần Hữu Trang
- Giọng ca vàng
- Giữ lấy hành tinh xanh
- Góc thư giãn
- Hành trình đến và đi
- Hãy dành 5 phút
- Kết nối người & việc
- Kết quả xổ số kiến thiết
- Khí hậu và môi trường
- Khỏe đẹp cùng Yoga
- Khoa học công nghệ
- Khoảnh khắc đẹp
- Lướt cùng cảm xúc
- Mạng lưới trẻ
- Màu thủy tinh
- Một nửa thế giới
- Mua & bán
- Muôn nẻo đường đời
- Nắng mới
- Ngôi nhà Việt
- Ngày hạnh phúc
- Nhân vật & đối thoại
- Phía sau màn ảnh
- Quyền năng số 10
- Sài Gòn buổi sáng
- Sống trò chuyện
- Sức khỏe cộng đồng
- Tài chính chứng khoán
- Tạp chí công nghệ
- Tạp chí kinh tế 24/7
- Tin thế giới
- Toàn dân phòng cháy chữa cháy
- Thế giới giải trí
- Thế giới ngày qua
- Thị trường ngày qua
- Thông tin cập nhật các chỉ số
- Thông tin chứng khoán
- Thông tin giải trí
- Thông tin giáo dục
- Thông tin kinh tế
- Thông tin thị trường
- Thông tin văn bản mới
- Thời tiết khí hậu
- Thời trang và làm đẹp
- Thư giãn cùng HTV1
- Tình khúc xưa và nay [3]
- Travellers [4]
- Trò chơi tương tác [5]
  - Giải ô số Sudoku
  - Quạ 3 gang
  - Vườn rau
- Trở về với chính mình
- Vòng quanh thế giới
- Xã hội và đời sống
- Xúc tiến thương mại

## HTV2 - Vie Channel

### Đang phát sóng
- Em xinh "say hi" (Từ 31/05/2025)
- Người đồng hành: Bạn là ai ?
- Phim truyện
- Sợi mì và những huyền thoại
- Thế giới 24 giờ
- Thời sự HTV
- Tin buổi sáng
- Trà mã huyền bí
- Uhm! Ngon quá ngon
- Xine Việt tại nhà

### Từng phát sóng
- Ăn đi rồi kể -  Delicious Drama Tour
- 2 ngày 1 đêm - 2 Days & 1 Night (phiên bản Hàn Quốc)
- 2 ngày 1 đêm - 2 Days & 1 Night (phiên bản Việt Nam)
- 365 khao khát đỉnh cao
- ABC Barkey
- Ai cũng bật cười - Laugh Out Loud
- Ai là số 1 [6]
- Ai thông minh hơn học sinh lớp 5? - Are You Smarter than a 5th Grader?
- Anh trai "say hi"
- Bản tin trưa
- Bếp vui bùng vị [7]
- Bistro K - Quán ăn hạnh phúc [8]
- Bộ tứ ảo thuật
- Ca sĩ mặt nạ - The Masked Singer [9]
- Câu lạc bộ thể thao
- Chuyện khó đỡ
- Cuộc sống muôn màu
- Cười đủ kiểu [10]
- Con đến từ hành tinh nào
- Dinh dưỡng tối ưu
- Điểm hẹn sinh viên (liveshow)
- Điền kinh Zurich
- Đưa em về nhà - Drive Me Home
- FAQ cùng sao
- Giải mã K Stars [11]
- Hoài Linh phiêu lưu ký
- Kết nối cùng Rap Việt
- Khám phá ẩm thực
- Khám phá Malaysia cùng Martin Yan
- Khoảnh khắc thay đổi số phận
- KPOP chọn lọc
- KTOU
- Kỳ án Đông Tây kim cổ
- Lần đầu tôi kể [12]
- Lần đầu xuân kể
- Lướt cùng cảm xúc
- Màn bạc sôi động
- Muốn ăn phải lăn vào bếp [13]
- Muôn màu sắc Việt
- Mỹ nhân hành động
- Người ấy là ai - Who Is Single [14]
- Người phụ nữ chiến thắng
- Người tập sự của Donald Trump - Donald Trump's Apprentice [15]
- Nhà tạo mẫu đẳng cấp
- Nhanh như chớp nhí - Little Lightning (Fah Laeb Dek) [16]
- Nhịp sống thể thao
- Nuôi dưỡng tâm hồn
- Nữ vận động viên xuất sắc
- Phải đi mới biết
- Phiên tòa tình yêu - Love Judge (Kadee See Chompoo) [17]
- Phù thủy đường phố [18]
- Rap Việt - The Rapper [19]
- Sao âm nhạc
- Sao thế giới
- Sao và sự kiện
- Sea show
- Siêu mẫu Mỹ
- Siêu thử thách –  Impossible Challenge [20]
- Siêu trí tuệ Việt Nam - The Brain [21]
- Song ca cùng thần tượng
- Sóng VieON
- Sự kiện thể thao
- Sự kiện thể thao trong tuần
- Tài tiếu tuyệt
- Tám thời chín sự
- Tạp chí Olympic
- Tạp chí quyền anh
- Thể dục dụng cụ châu Âu
- Thể thao
- Thể thao sáng thứ 7
- Thiên tài bóng đá
- Thông tin kết quả các trận đấu trong ngày
- Thông tin tổng hợp
- Toàn cảnh thể thao
- Trà mã huyền bí
- Trang trại MC Donald
- Từ lạ thành thương [22]
- Tường thuật thể thao
- Vấn đề thể thao
- Vitamin 365 ngày vui khỏe
- Vua đầu bếp Mỹ nhí
- Yoga cho mọi người

## HTV3

### Đang phát sóng
- Phim thiếu nhi
- Phim truyện

### Từng phát sóng
- Anh văn giao tiếp
- Ba lô xì tin
- Ba ơi, mình đi đâu vậy
- Bản tin trẻ
- Bắp rang
- Biệt đội tay sạch hành động [23]
- Bạn trẻ bốn phương
- Cây nguyện ước [24]
- Căn phòng mơ ước - Groom my room [25]
- Cặp nhiệt độ
- Chat với ngôi sao
- Chuyện ngày xưa
- Chuyện thiếu nhi
- Cuối tuần rực rỡ
- Cùng hát cùng chơi [26]
- Daisuke & những câu chuyện về thời trang
- Đời cầu thủ
- Đua tài ẩm thực
- Giấc mơ âm nhạc
- Giờ đọc
- Góc nhỏ xì tin
- Hành trình Trái Đất
- Kể chuyện em nghe [27]
- Life of mammals
- Luke Nguyễn khám phá ẩm thực đường phố - Luke Nguyen's Street food Asia
- Món Á phải thử [28]
- Nhật kí bỉm sữa
- Nhịp cầu tuổi trẻ [29]
- Nhịp sống trẻ
- Những bà mẹ thành thị - Moms in town
- Những bài học thú vị
- Nhật ký họ nhà mèo
- Ôn thi đại học
- Phim truyện nước ngoài
- Phim truyện thiếu nhi
- Phong cách xì tin
- Rock on Yan
- Rồng rắn lên mây [30]
- Running Man Hàn Quốc
- Sao 24/7
- Siêu bản tin
- So tài ẩm thực – Food Wars Asia
- Sự sống ngoài hành tinh
- Teletubbies
- Thần đồng âm nhạc - Wonderkids [31]
- Thế giới hoang
- Thực hiện ước mơ
- Torara và những người bạn
- Trong vườn nhà
- Trò chuyện - chuyện trò
- Thế giới muôn loài
- Tuổi hồng xì tin
- Việt Nam đất nước tôi yêu
- Vui cùng con, hát cùng con [32]
- Vui cùng Giggles
- Warner Block

## HTV Key

### Đang phát sóng
- Ước mơ cho em

### Từng phát sóng
- Chuyện nghề
- Giáo dục hướng nghiệp
- Thay đổi góc nhìn
- 10 nguyên tắc bảo vệ gia đình
- 48 giờ trải nghiệm
- 1001
- Anh văn giao tiếp
- Ấn tượng Học sinh - Sinh viên Việt Nam [33]
- Bạn có thể làm được
- Bổ trợ kiến thức (THCS, THPT)
- Câu chuyện thương hiệu
- Công dân với pháp luật
- Cửa sổ tri thức
- Dạy tiếng nước ngoài
- Di sản văn hóa thế giới
- Để cuộc sống mãi xanh
- Đồ họa máy tính
- Em yêu khoa học
- Giáo dục sức khỏe
- Hoa tay
- Học viện thể thao
- Kết nối giờ thứ 6
- Kết nối tri thức [34]
- Khám phá Linux
- Khẳng định giá trị bản thân
- Lăng kính cuộc sống
- Lời chào âm nhạc
- Nhật ký tuổi hoa
- Nhịp cầu du học
- Ôn tập trực tuyến lớp 9 & 12
- Ôn thi đại học [35]
- Phim tài liệu nước ngoài
- Sinh tố 7 màu
- Sống đẹp
- Sống khỏe - Sống đẹp
- Sức khỏe cho mọi người
- Sức khỏe gia đình
- Tài sản trí tuệ
- Tạp chí công nghệ thông tin
- Thanh nhạc phổ thông
- Thành phố hôm nay
- Toàn cảnh phim ngắn
- Truyền thông quản trị
- Từ lý luận đến thực tiễn
- Từ bốn phương trời
- Tự làm đẹp nhà
- Văn hóa thế giới
- Văn hóa nghệ thuật thế giới
- Văn học - Những cảm nhận
- Vật lý ứng dụng
- Vòng quanh thế giới

## HTV7

### Đang phát sóng
- 60 giây [36][37]
- Alo, phim nghe
- Bác sĩ trực tuyến
- Bác sĩ vui vẻ
- Bạn hỏi - Thầy thuốc trả lời
- Bạn muốn hẹn hò - Punchi De Deto
- Bậc thầy săn thưởng - Village Survival, the Eight
- Biệt đội siêu sao
- Box thư giãn
- Bữa cơm gia đình
- Cà phê Tek
- Cầu nối yêu thương
- Chậm
- Chiến nhanh thắng chắc
- Chinh phục thực khách
- Chữa bệnh cùng chuyên gia
- Chuyện bốn mùa
- Chuyện nhà chưa tỏ
- Chuyện tôi kể
- Chuyện trưa 12 giờ
- Đấu Trường Gia Tốc
- Đẹp cùng chuyên gia
- Đi an toàn - về hạnh phúc
- Đôi mắt Mê Kông
- Đừng đợi tới khi cấp cứu
- Gia đình siêu nhân
- Hai mùa mưa nắng
- Hạnh phúc có thật
- Hòa bình gọi
- Hỏi bác sĩ chuyên khoa
- Khi ta 20 [38]
- Khơi nguồn cảm hứng [39]
- Khỏe & đẹp
- Khỏe & đẹp (2)
- Kiến thức kinh tế
- Lên phố kiếm tiền
- Mái ấm gia đình Việt [40]
- Mật mã tình yêu
- Mẹ chồng nàng dâu
- Món ngon mỗi ngày [41]
- Năng động và thích ứng
- Nhịp sống thể thao
- Nhịp sống trẻ
- Non nước hữu tình
- Nông nghiệp đô thị
- Phim 4:3
- Phim hoạt hình
- Phim Việt đặc sắc[42]
- Phụ nữ & hội nhập
- Quán ăn hạnh phúc [43]
- Quán quen chuyện chất
- Sản phẩm và thương hiệu
- Siêu bếp
- Sống khỏe cùng bạn
- Studio #H9 - Hẹn cuối tuần
- Tạp chí sức khỏe
- Tạp chí văn nghệ
- Tản mạn Mê Kông - đến và đi
  - Chuyện đời tôi
  - Mỗi tuần một nhân vật
  - Nét đẹp Sài Gòn
  - Nghệ thuật và cuộc sống
  - Phóng sự truyền hình
  - Sắc màu thành phố
- Thắp sáng ước mơ cùng Thanh Huyền Academy
- Thế giới thể thao
- Thể dục Aerobic
- Thị trường 365
- Thời trang cuộc sống
- Tổ đội 102
- Vali cảm xúc
- Văn hóa Thành phố
- Vì hạnh phúc gia đình, chung tay phòng chống tệ nạn xã hội
- Việt Nam - đi là ghiền
- Việt Nam góc nhìn nơi hoang dã
- Vợ chồng son - Shinkon-san Irasshai
- Vui cùng Kô Rô
- Xe và xu hướng
- Xuân, Hạ, Thu, Đông, rồi lại Xuân - Begin Again [44]

### Từng phát sóng
- 2 ngày 1 đêm - 2 Days & 1 Night [45]
- 3-2-1 [46]
- 5 giây thành triệu phú - รายการบันไดเศรษฐี [47]
- 7 ngày 8 chuyện
- 7 ngày thể thao
- 7 nụ cười xuân [48]
- 12 cá tính lên đường xuyên Việt
- 12 con giáp - Tám chuyện thiên hạ
- 40 tuần hạnh phúc
- 100% [49]
- 365 ngày để yêu
- 1000 độ hot
- A! đúng rồi
- AHA! - AHA! Experience (Japan)
- Ai chẳng thích đùa - Joker Family (ก็มาดิคร้าบ)
- Ai dám hát - Sing If You Can
- Ai nhanh hơn
- Ai thông minh hơn học sinh lớp 5 - Are You Smarter Than A 5th Grader
- Ai vào bếp
- Album Vàng
- Alo bác sĩ nghe
- Alo MR Cảnh báo
- Anh chàng độc thân - The Bachelor [50]
- Anh tài đường phố
- Ảo thuật sắc đẹp
- ATM -? (Anh) [51]
- Ăn cho sướng
- Âm nhạc của tôi
- Âm nhạc và đời sống
- Âm nhạc và tuổi trẻ
- Ẩm thực kỳ duyên
- Ẩm thực nước ngoài
- Ẩm thực Việt Nam
- Bà mối hẹn hò
- Bác sĩ 24/7
- Bác sĩ nhi khoa
- Bách nghệ kỳ thú [52]
- Bậc thầy ẩn danh [53]
- Ban nhạc & bạn trẻ
- Bạn có thể làm được
- Bạn có thư
- Bạn có thực tài
- Bạn đời ăn ý
- Bạn đường hợp ý - The Perfect Companion [54]
- Bạn đường hợp ý - 14400s hạnh phúc
- Bạn đường hợp ý - Biệt đội X6
- Bạn đường hợp ý - Người hùng sàn đấu
- Bạn là ngôi sao - Be A Star
- Bạn trẻ bốn phương
- Bản sắc Việt
- Bản tin 365
- Bản tin buổi sáng
- Bản tin kinh tế
- Bản tin kinh tế cuối tuần
- Bản tin tiếng nước ngoài
- Bắp rang - Popcorn TV (2008)
- Bật mí phim truyền hình
- Bây giờ làm sao
- Bé khỏe bé ngoan
- Bé yêu học ăn [55]
- Bệnh viện nụ cười
- Bên dòng Mississippi
- Bếp chiến
- Bếp yêu thương
- Biếng ăn không phải chuyện nhỏ
- Biến hóa hoàn hảo - My Name Is...
- Biển của hy vọng - Sea of Hope [56]
- Biển đảo quê hương
- Biệt đội cao lớn
- Biệt đội chinh phục tự nhiên
- Biệt đội F5 [57]
- Biệt đội phấn trắng [58]
- Biệt đội phụ huynh 4.0 [59]
- Biệt đội se duyên
- Biệt đội siêu hài
- Biệt đội xả xì chét
- Bí kíp vàng
- Bí mật đêm chủ nhật - Whose Line Is It Anyway?
- Bí mật gia đình - Family Secrets [60]
- Bí quyết của mẹ
- Bí quyết sống khỏe
- Bình luận âm nhạc
- Bong bóng thủy tinh
- Bóng đá FIFA - Futbol Mundial
- Bóng đá hôm nay
- Box cuối tuần
- Bố con cùng vui
- Bố là số 1
- Bộ tứ ảo thuật [61]
- Bộ ba ăn ý
- Bộ cánh tình yêu
- Bụng vui bé khỏe thông minh
- Búp măng non
- Bước chân doanh nhân
- Bước chân khám phá
- Bước ra thế giới
- Bữa cơm yêu thương
- Bữa ngon nhớ đời
- Cafe chỉ là cái cớ
- Ca khúc tôi yêu
- Ca sĩ bí ẩn - ? (Thái Lan)
- Cả nhà thương nhau [62]
- Cà phê cuối tuần
- Cà phê khởi nghiệp
- Cao thủ ẩn danh
- Cao thủ đấu nhạc - The Big Music Quiz [63]
- Cao thủ ngôn từ
- Ca kịch bài chòi
- Các bác sĩ nói gì? - The Doctor [64]
- Các ông bố nói gì
- Các thử nghiệm
- Camera cảnh báo [65]
- Cà tun cà tun
- Cài đặt hạnh phúc
- Cả nhà cùng vui [66]
- Căn bếp vui nhộn [67]
- Căn hộ trong mơ - The Apartment [68]
- Căn phòng bí mật
- Cẩm nang sống khỏe
- Cận cảnh sàn đấu
- Câu chuyện âm nhạc
- Câu chuyện các ngôi sao
- Câu chuyện gia đình
- Câu chuyện người tiêu dùng
- Câu chuyện thị trường
- Câu chuyện thiếu nhi
- Câu chuyện truyền hình
- Câu chuyện từ trái tim
- Câu chuyện ước mơ [69]
- Câu lạc bộ âm nhạc
- Câu lạc bộ âm nhạc dân tộc
- Câu lạc bộ âm nhạc với đời sống
- Câu lạc bộ khoa học trẻ
- Câu lạc bộ thể thao
- Câu lạc bộ thể thao nữ thế giới
- Cầu thủ nhí
- Cầu vồng đa sắc
- Cầu vồng xanh
- Cha anh mẹ em
- Cha con hợp sức [70]
- Chào bác sĩ
- Chào bạn mới
- Chào bé yêu - Hi5! [71]
- Chào ngày mới - เรื่องเล่าเช้านี้ (Thailand) [72]
  - 1000 năm Thăng Long - Hà Nội
  - Bất động sản
  - Đến thăm nhà bạn
  - Hiểu để yêu thương
  - Tài chính thông minh
  - Tin tức & sự kiện
  - Thông tin y học
- Chào tuổi Teen [73]
- Chat với mẹ bỉm sữa [74]
- Chạm Xuân
- Chạy đi chờ chi - Running Man Vietnam [75]
- Chạy đâu cho thoát - High-and Seek With Drones (Japan) [76]
- Chắp cánh tương lai [77]
- Chăm sóc sức khỏe gia đình
- Chân dung nhà vô địch
- Chìa khóa khỏe đẹp
- Chìa khóa sức khỏe
- Chiến binh địa hình
- Chiến binh tí hon [78]
- Chiến thắng cùng con [79]
- Chiếu phim
- Chinh phục đỉnh Everest [80]
- Chinh phục thời gian - Conquer Time (จับเวลาแจก) [81]
- Cho con khởi đầu tốt đẹp
- Cho phép được yêu [82]
- Cho tim luôn khỏe
- Chọn ai đây - Hollywood Squares [83]
- Chọn mặt gửi vàng - Smart Face [84]
- Chơi mà học
- Chung một mái nhà
- Chung sức - Family Feud [85]
- Chúng ta là một gia đình
- Chung tay vì cộng đồng
  - Vì cuộc sống cộng đồng
- Chương trình 3S
- Chương trình chống bạo hành trong gia đình
- Chương trình giải trí AXN
- Chương trình giao thông công chính
- Chuyên đề TFS
- Chuyên gia nói
- Chuyến đi nhớ đời [86]
- Chuyến xe âm nhạc
- Chuyến xe thời gian [87]
- Chuyện 25 giờ
- Chuyện cuối tuần
  - Dự báo thời tiết
- Chuyện đó chuyện đây
- Chuyện đời
- Chuyện đời thường
- Chuyện gì đang xảy ra
- Chuyện hôm nay
  - Blog 24h
  - Hướng nghiệp cùng học sinh
  - Tiêu điểm trong ngày
  - Tiêu điểm hôm nay
  - Dự báo thời tiết
- Chuyện họ chuyện mình
- Chuyện khó hơn ta tưởng
- Chuyện không của riêng ai [88]
- Chuyện lạ bốn phương
- Chuyện ngày xưa
- Chuyện nhỏ - Small Talk [89]
- Chuyện nhỏ mà không nhỏ
- Chuyện nhỏ, mà không nhỏ (2)
- Chuyện nhỏ phố phường [90]
- Chuyện những người thầy [91]
- Chuyện phiếm cuối tuần
- Chuyện tình yêu
- Chuyện trong nhà ngoài phố
- Chuyện trưa
- Chuyện từ những con đường
- Chuyện xóm làng
- Chúc mừng sinh nhật - Happy Birthday (gameshow) / The Birthday Game [92]
- Chúng tôi muốn biết - Are You Stylist [93]
- Cine trong nhà
- Có hẹn với HTVC
- Có thể bạn chưa biết
- Con đã lớn khôn - Hajimete No Otsukai [94]
- Con đường cà phê
- Con đường cái quan
- Con đường chinh phục
- Con đường võ học
- Con làm việc nhỏ
- Con lớn từng ngày
- Con thú Jam
- Con tôi vô số tội
- Còn mãi với thời gian
- Cơn sốt bóng đá
- Cô bé tinh nghịch
- Công nghệ thời đại 4.0
- Công nghệ xanh
- Cộng sự ước mơ [95]
- Cơ hội mua sắm
- Cơ hội đến [96]
- Cơ hội đổi đời [97]
- Cơm nhà Việt Nam
- Cuộc chiến ẩm thực (Kitchen Battle)
- Cuộc đời thật đáng sống
- Cuộc đua kỳ thú - The Amazing Race (Asia) [98][99]
- Cuộc sống là vàng
- Cuộc sống mới
- Cuộc sống quanh em
- Cuộc sống quanh ta
- Cuộc sống quanh ta (short program)
- Cuộc sống tươi đẹp
- Cuộc sống và sức khỏe
- Cuộc thi Kiến thức thể thao
- Cùng con vào bếp
- Cùng con vững bước
- Cùng Heineken trải nghiệm quần vợt đỉnh cao
- Cùng học vẽ
- Cùng HTV hành động xanh [100]
- Cùng nhà nông làm giàu
- Cùng nhau nếm cả thế gian [101]
- Cùng trải nghiệm
- Cùng xây nhà mới [102]
- Cùng xây tương lai [103]
- Cưới đi chờ chi
- Cười chút chơi [104]
- Cười là thua - Laugh And You Lose [105]
- Dạ khúc tình yêu [106]
- Dạy con từ thuở còn thơ
- Dạy ngoại ngữ
- Dạy nhạc
- Dạy vẽ qua màn ảnh nhỏ
- Dân số và môi trường
- Dấu ấn huyền thoại [107]
- Doanh nhân và thương hiệu
- Doanh trại lớn khôn [108]
- Doctor 365
- Di sản thế giới
- Di sản văn hóa thế giới
- Diễn đàn văn hóa nghệ thuật
- Dinh dưỡng diệu kỳ
- Dinh dưỡng tối ưu
- Du hành ký ức [109]
- Du ký cùng hoa hậu
- Du lịch kỳ thú
- Du lịch Thành phố Hồ Chí Minh
- Du lịch vòng quanh thế giới
- Du lịch xa hoa
- Dự báo thời tiết
- Đánh thức giai điệu [110]
- Đánh thức sức mạnh tiềm ẩn [111]
- Đàn ông phải thế - My Man Can [112]
- Đại chiến âm nhạc
- Đại chiến kén rể - Meet the Parents [113]
- Đại chiến tơ hồng
- Đại chiến tứ sắc - Attack 25 [114]
- Đào thoát - Raid The Cage [115]
- Đăng nhập trái tim - Taken Out [116]
- Đập hộp kén rể
- Đất nước nhìn từ biển [117]
- Đầu bếp đỉnh - Top Chef [118]
- Đầu bếp thượng đỉnh - Top Chef [119]
- Đầu bếp vui tính [120]
- Đấu giá may mắn
- Đấu trường 9+ [121]
- Đấu trường đường phố [122]
- Đấu trường tài năng [123]
- Đấu trường vui vẻ
- Đấu trường tiếu lâm - Funny Warriors [124]
- Đấu trường võ nhạc [125]
- Đây là ai
- Đây chính là nhảy đường phố - Street Dance Vietnam [126]
- Đèn xanh đèn đỏ [127]
- Đẹp hơn mỗi ngày
- Đẹp hơn mỗi ngày (2)
- Đẹp và phong cách
- Đệ nhất hài Việt [128]
- Đêm nay ta kể 1 giờ sáng (Night To Shine)
- Đi an toàn - về hạnh phúc [129]
- Đi đó đi đây
- Đi đâu đó
- Đi tìm dấu tích ba vua [130]
- Điều chúng mình chưa biết
- Điều gì đã xảy ra
- Điều hay lẽ phải
- Điều kỳ diệu
- Điệu lý quê em
- Điểm dừng kế tiếp
- Điểm hẹn quê hương
- Điểm số hoàn hảo - Perfect Score [131]
- Điểm tin thế thao châu Á
- Điểm tin thể thao thế giới
- Điệp vụ đối đầu [132]
- Đi sao cho đúng [133]
- Đi và đến
- Đọ sức âm nhạc - The Fever [134]
- Đoàn tàu hạnh phúc
- Đối mặt cảm xúc [135]
- Đối mặt thời gian - Face the Clock [136]
- Đối thoại vì cuộc sống
- Đối thủ bí ẩn
- Đối thủ xứng tầm [137]
- Đối thủ xứng tầm nhí
- Đội bóng trong mơ
- Đồ họa máy tính
- Đồng hành giải thưởng phim ngắn HTV
- Đồng hành huyền thoại 1C
- Đồng hành hàng Việt [138]
- Đời sống 360
- Đời vẫn đẹp sao [139]
- Đúng là một đôi
- Đuốc sáng Việt Nam - Hành trình theo chân Bác [140]
- Đùa như thật - Thật như đùa [141]
- Đường đến danh ca vọng cổ [142]
- Em yêu khoa học
- Flim Việt cuối tuần
- Gạch nối yêu thương
- Ghép đôi thần tốc
- Gia đình A+ [143]
- Gia đình hạnh phúc
- Gia đình khỏe
- Gia đình mén
- Gia đình muôn mặt
- Gia đình siêu đẳng
- Gia đình siêu khỏe
- Gia đình siêu nhộn
  - Lớp học vui nhộn
- Gia đình sô bít
- Gia đình song ca - Sing Up For Your Family [144]
- Gia đình tài tử
- Gia đình thông thái - Family Game Night [145]
- Gia đình võ thuật
- Gia đình vui nhộn
- Gia đình vui nhộn (2)
- Giai điệu cảm xúc
- Giai điệu bạn bè
- Giai điệu bốn phương
- Giai điệu thanh xuân
- Giai điệu tình yêu [146]
- Giai điệu trái tim
- Giao thông với nụ cười
- Giao ước tình yêu
- Giá trị của yêu thương
- Giá trị thật
- Già néo đứt dây
- Giải đáp khoa học
- Giải mã
- Giải mã - Bí mật hạnh phúc
- Giải mã - Siêu mom siêu tám
- Giải mã cặp đôi
- Giải mã cơ thể - Inche Tamheomdae (Explorers Of The Human Body) [147]
- Giải mã cuộc sống
- Giải mã đàn ông
- Giải mã kỳ tài
- Giải mã tình yêu
- Giải pháp sức khỏe
- Giải thưởng truyền hình HTV
- Giải trí hành động
- Giải trí nước ngoài
- Giọng ải giọng ai - I Can See You Voice [148]
- Giọng ca bất bại [149]
- Giọng ca bí ẩn [150]
- Giờ ăn vui nhộn
- Giới thiệu ca khúc mới
- Giữ gìn nét xuân
- Gõ cửa nhà sao "Duyên dáng Việt Nam" https://duyendangvietnam.net.vn/go-cua-nha-sao-kham-pha-ngoi-nha-doc-dao-cua-ong-hoang-nhac-sen-ngoc-son.html. {{Chú thích web}}: |title= trống hay bị thiếu (trợ giúp)</ref>
- Gõ cửa thăm nhà
- Góc bếp thông minh
- Góc cũ
- Góc nhìn phụ nữ
- Góc nhìn toàn cảnh
- Góc nhìn tuổi thơ
- Góc nhỏ thanh xuân
- Gương hai chiều [151]
- Gương mặt phu thê
- Gương soi phố phường [152]
- Hồ sơ trinh thám
- Hát câu chuyện tình
- Hát cho ngày mai - Mic On Debt Off [153]
- Hát cùng mẹ yêu [154]
- Hát là vui - Vui là hát [155]
- Hát mãi ước mơ [156]
- Hát với ngôi sao - ? (Thailand) [157]
- Hạt giống tâm hồn
- Hãy hát cùng nhau
- Hàn Quốc tươi đẹp
- Hàng ghế đầu
- Hàng giả - Hàng thật
- Hàng xóm lắm chiêu - Noisy Neighbors [158]
- Hành trang cuộc sống
- Hành trình kết nối những trái tim - Ainori (Love Ride) [159]
- Hành trình kết nối yêu thương [160]
- Hành trình lột xác
- Hành trình lúc Bình minh
- Hành trình theo chân Bác [161]
- Hành trình qua các miền kinh đô [162]
- Hành trình Trái Đất
- Hành trình xanh
- Hay hay hên [163]
- Hãy cùng làm cuộc sống tốt đẹp hơn
- Hãy hỏi người biết hết
- Hãy là người tiêu dùng thông minh
- Hè rồi đi thôi
- Hẹn hò cùng ngôi sao [164]
- Hoa hướng dương
- Hòa âm cảm xúc
- Hòa nhịp bạn trẻ
- Hoạt hình Việt Nam
- Hội ngộ bất ngờ - Ciao Darwin [165]
- Hội ngộ danh hài [166]
- Hội quán khôi hài
- Hôn nhân tuyệt vời
- Hợp đồng hôn nhân
- HTV cùng giải Ngoại hạng Anh
- HTV giải trí
- HTV hôm nay
- Hugo Safari [167]
- Huyền bí sông Hằng
- Huyền thoại biển Đông
- Huyền thoại đường Trường Sơn
- Hương vị phố
- Hương vị sống
- Im lặng là vàng - The Noise
- IQ Tỏa sáng [168]
- Kể chuyện em nghe
- Kết nối đến tương lai
- Kết nối thị trường
- Kết nối trái tim
- Khám phá (tối thứ 2, 2007)
- Khám phá (HTV sản xuất)
- Khám phá 360
- Khám phá Asean
- Khám phá ẩm thực Việt Nam cùng Martin Yan [169]
- Khám phá cùng bé yêu
- Khám phá kiến trúc xanh
- Khám phá sông Đà
- Khám phá Việt Nam cùng Robert Danhi [170]
- Khám phá vũ trụ
- Khẩu vị ngôi sao [171]
- Khéo tay hay làm
- Khi 2 là 1
- Khi chàng vào bếp [172]
- Khi mẹ vắng nhà
- Khởi động ngày mới
- Khoảnh khắc bất ngờ
- Khoảnh khắc hiểm nguy - Emergency Minutes (นาทีฉุกเฉิน) [173]
- Khoảnh khắc kỳ diệu [174]
- Khoảnh khắc sinh tử [175]
- Khoảnh khắc vui nhộn
- Khỏe cùng bác sĩ
- Khỏe đẹp 25 giờ
- Khỏe đẹp cùng Aerobic
- Khỏe đẹp hoàn hảo
- Khỏe đẹp hoàn hảo (2)
- Khỏe đẹp hơn mỗi ngày
- Khỏe đẹp toàn diện
- Khỏe mạnh từ bên trong
- Khôn lớn từng ngày
- Không gian 777
- Không gian cảm xúc
- Không gian sống
- Không hành lý
- Không lối thoát
- Khơi dậy tiềm năng trí tuệ trẻ
- Khởi đầu ước mơ [176]
- Khởi động ngày mới
- Khởi nghiệp
- Khu phố vui vẻ
- Khu rừng nhỏ - Little Forest [177]
- Khu vườn bí ẩn
- Khu vườn thanh âm [178]
- Khuấy động nhịp đam mê - Karaoke Kings and Queens [179]
- Khúc hát se duyên - Sing Date
- Khuôn mặt đáng tin
- Kiến tạo nhịp cầu
- Kiến thức dinh dưỡng
- Kiến thức tiêu dùng
- Kiến thức về động vật
- Kiến trúc xưa và nay
- Kim tự tháp - Pyramid [180]
- Kinh tế tài chính
- Kính đa tròng
- Kịch thiếu nhi
- Khám phá cùng Khảo cổ học
- Ký sự
- Ký sự Amazon
- Ký sự ASEAN
- Ký sự bên dòng Mississippi
- Ký sự hỏa xa - Hành trình xuyên lục địa [181]
- Ký sự khám phá dòng sông dài nhất Việt Nam - Sông Đồng Nai
- Ký sự Thăng Long ngàn năm thương nhớ
- Ký sự Thiên Đô
- 'Ký sự truyền hình (Cuộc sống và những điều kỳ diệu)
  - Bí kíp luyện ăn
  - Xe đạp ký
- Ký ức bất ngờ
- Kỳ nghỉ giữa tuần
- Kỳ phùng địch thủ - Lip Sync Battle
- Kỳ tài thách đấu - Ching Roy Ching Lan (Wow Wow Wow)
- Kỷ niệm tuổi vàng
- La bàn khởi nghiệp
- La cà hát ca [182]
- Là phái đẹp
- Là vợ phải thế - Smart Wives
- Lạc quan vui sống
- Lần theo dấu vết
- Lệnh truy nã [183]
- Lời chưa nói
- Lời yêu thương HTV và bạn
- Lớn lên cùng thành phố
- Lớn nhanh con nhé
- Lữ khách 24h [184]
- Lựa chọn của tôi
- Mái ấm thân yêu
- Mảnh ghép tình yêu
- Mãi mãi thanh xuân
- Mặt nạ ngôi sao - King Of Mask Singer [185]
- Mẹ là nhất
- Mẹ ơi con lên tivi
- Mẹ ơi con muốn nói
- Mẹ thiên nhiên thông thái
- Mẹ vắng nhà, ba là siêu nhân - The Return of Superman [186]
- Mẹ yêu con
- Mình ăn trưa nhé
- Mong đợi 1 ngày vui
- Món ngon ở đâu cũng có
- Món quà bất ngờ
- Mọi người cùng thắng - Every One Win'$ (橫掃王金)
- Mỗi ngày mỗi chuyện
- Mỗi ngày một điều hay
- Một phút để chiến thắng - Minute To Win It
- Một vốn
- Mua gì, ở đâu?
- Mùa hè trên nông trại khoai tây
- Muôn mặt chuyện nghề
- Muôn nẻo đường đời
- MV Cuối tuần
- Nào ta cùng hát - Let's Sing Together (?)
- Nào ta cùng vui
- Năm ngón tay ngoan - Hi5
- Năng động
- Năng động du lịch Việt
- Nét đẹp Việt
- Nét xinh
- Ngạc nhiên chưa - Password
- Ngại gì thử thách
- Ngày ấy...Bây giờ
- Ngày của cha
- Ngày của mẹ
- Ngày may mắn [187]
- Ngẫu hứng cùng sao
- Nghề và nghiệp
- Nghệ thuật kiến trúc
- Nghệ thuật muôn màu
- Nghệ sĩ thời COVID
- Nghệ sĩ thử tài P336
- Nghìn lẻ 1 chuyện
- Nghìn lẻ 1 chuyện - 1001 Bí mật Eva
- Ngon khó cưỡng
- Ngon miệng nhé bé yêu
- Ngôi nhà âm nhạc - Star Academy (Operación Triunfo)
- Ngôi nhà chung
- Ngôi nhà mơ ước [188]
- Ngôi sao của bé
- Ngôi sao của mẹ
- Ngôi sao hành động
- Ngôi sao tình yêu - The Love Machine
- Ngôi sao về làng
- Ngôn ngữ diệu kỳ - Body Language
- Ngôn ngữ trẻ thơ
- Ngôn ngữ tuổi thơ
- Nguồn dinh dưỡng quý báu
- Nguồn sống mới
- Người bí ẩn - Odd One In
- Người cao tuổi
- Người chồng trong mơ
- Người chiến thắng - Pemenang [189]
- Người đẹp nhân ái
- Người đi tìm chính mình
- Người đi xuyên tường nhí - Hole In The Wall
- Người đứng vững - Who's Still Standing? [190]
- Người hùng của những ngôi sao
- Người hùng tí hon - Pequeños Gigantes (Little Giants)
- Người kế tiếp - Next One
- Người kết nối
  - 24 giờ thử yêu
- Người phụ nữ thời đại  [191]
- Người truyền cảm hứng
- Người Việt bốn phương
- Người Việt hàng Việt
- Nhà chung
- Nhà đất cuối tuần
- Nhà đẹp
- Nhà mình có nhau
- Nhà khoa học trẻ tuổi
- Nhà vô địch nhí
- Nhanh nào bé yêu
- Nhanh như chớp - Lightning Quiz (Pritsana Fah Laep) [192]
- Nhạc hội quê hương
- Nhạc hội song ca - Duet Song Festival 
  - Chia sẻ yêu thương cùng Nhạc hội song ca
- Nhảy đi ngại chi - Dancing With Myself [193]
- Nhật ký hạnh phúc
- Nhật ký không độ
- Nhiệm vụ kỳ thú
  - Sao nhập học [194]
- Nhịp cầu âm nhạc
- Nhịp cầu doanh nghiệp
- Nhịp cầu du học
- Nhịp cầu lập nghiệp
- Nhịp cầu vàng
- Nhịp điệu trái tim
- Nhịp phố
- Nhịp sống đô thị
- Nhịp sống khỏe
- Nhịp sống sôi động
- Nhiếp ảnh có gì đâu mà chảnh
- Nhóc cưng siêu đẳng
- Nhóc nhà mình - Easy to Raise a Kid?
- Nhóm ca & Bạn trẻ
- Nhỏ to cùng mẹ
- Nhỏ to tâm sự
- Nhu cầu cuộc sống
- Nhu cầu hạnh phúc
- Những bài múa hay nhất
- Những bí ẩn của cuộc sống
- Những bộ sưu tập độc đáo
- Những báu vật của hành tinh xanh
- Những cánh chim không mỏi
- Những câu chuyện kể bằng ánh sáng
- Những chàng trai, những cô gái [195]
- Những chuyến phiêu lưu kỳ thú
- Những điều kỳ thú
- Những điều trông thấy
- Những em bé thông minh - Pingu [196]
- Những giải đáp từ cuộc sống
- Những nẻo đường du ký
- Những nẻo đường đất nước
- Những ngày đông ấm áp
- Những ngày vui
- Những người bạn nhỏ - ? (Denmark) [197]
- Những người bạn hài hước
- Những người bạn thông minh
- Những người bạn vui nhộn
- Những người thích đùa - Joker Family (ก็มาดิคร้าบ)
- Những ông bố hoàn hảo
- Những phát minh khoa học đáng nhớ
- Những quyền năng bí ẩn
- Những siêu anh hùng
- Những thám tử vui nhộn
- Những thiên tài nhỏ
- Những thiên thần nhỏ
- Nói chuyện chuyên đề
- Nơi tận cùng thế giới
- Nốt nhạc ngôi sao [198]
- Nốt nhạc vui - Name That Tune [199][200]
- Nuôi con khỏe
- Nuôi con thông minh
- Nụ cười ngày mới
- Nụ cười tuổi thơ [201]
- Nụ cười vàng
- Nữ hoàng quyến rũ
- Nữ hoàng vũ đạo đường phố - Street Woman Fighter
- Ô cửa trái tim
- Ống kính hậu trường
- Ống kính sinh viên
- Ở đây có tích cực
- Ở nhà vui mà
- P336 - Đào tạo nhóm nghệ sĩ toàn năng
- Phải lòng Đài Loan
- Phái mạnh Việt [202]
- Phản ứng bất ngờ
- Phiên bản hoàn hảo - Cover Star [203]
- Phim giải trí thứ Bảy
- Phim hay 11h
- Phim hoạt hình
  - Toon Disney [204][205]
- Phim Nhật cuối tuần
- Phim thiếu nhi
- Phim truyện ngôi sao (22:30, 2006-2008)
- Phim truyện sáng thứ 7
- Phim truyện tối thứ 3
- Phim Việt cuối ngày
- Phong cách người nổi tiếng [206]
- Phong cách sống
- Phong cách trẻ
- Phóng sự văn hóa
- Phú Quý du ký
- Phút giây cảnh giác - Emergency Minutes (นาทีฉุกเฉิน)
- Phụ huynh họp hội
- Phụ nữ khỏe và đẹp
- Phụ nữ & cuộc sống
- Poli và các bạn
- Quà tặng bất ngờ
- Quà tặng trái tim
- Quà tặng tri thức [207]
- Quả ngọt trên những vùng quê
- Quả táo đỏ
- Quán lạ thành quen
- Quyền năng số 10 - Power Of 10 [208]
- Quý cô hoàn hảo
- Quý ông hoàn hảo - Mister Perfect [209]
- Quýt làm cam chịu [210]
- Ranh giới trắng đen
- Rồng vàng - Millionaire [211]
- Robot Đại chiến (Robofight) - BattleBots  [212]
- Rock Việt [213]
- Rung chuông vàng HTV[214]
- Running Man Hàn Quốc
- Running Man Việt Nam - Chơi là chạy
- Sáng nay ăn gì?
- Sao có dám
- Sao hay chữ
- Sao hỏa Sao kim - Mars vs Venus
- Sao học việc
- Sao nhập ngũ
- Sao nó lại quan trọng
- Sao - phải làm sao!
- Sau ánh hào quang [215]
- Sài Gòn tình ca
- Sài Gòn xưa và nay
- Sàn đấu ca từ [216]
- Sàn đấu thời gian - The Money Pump [217]
- Sàn đấu vũ đạo - Hot Blood Dance Crew (Trung Quốc)
- Sản phẩm Việt Nam chất lượng cao
- Sắc màu âm nhạc [218]
- Sắc màu cuộc sống
- Sân khấu về khuya
- Sành điệu cùng 9X
- Sành điệu cùng Teen
- Seoul kỳ thú
- Siêu bánh - Super Cake [219]
- Siêu bất ngờ - Turn Back  [220]
- Siêu hài Nhí - Little Big Gang [221]
- Siêu quậy tí hon - ?  [222]
- Siêu sao đoán chữ - Match Game [223]
- Siêu sao siêu sales
- Siêu tài năng nhí - Super 10 [224]
- Siêu thị may mắn - Supermarket Sweep [225]
- Sinh tồn nơi khắc nghiệt
- Sô diễn cuộc đời
- Sôi động sân cỏ
- Sống khỏe
- Sống khỏe mỗi ngày
- Sống khỏe đời vui
- Sống khỏe toàn diện
- Sống lạc quan với bệnh tiểu đường
- Sống lâu sống khỏe
- Sống nơi hoang dã [226]
- Sống trẻ
- Sống tươi trẻ
- Sống tươi trẻ mỗi ngày
- Sống xanh
- Stinky và Stomper [227]
- Studio số 6 - That's My Jam
- Sức bật, sáng tạo & Khởi nghiệp
- Sức khỏe gia đình
- Sức mạnh nhân đạo
- Sức sống diệu kỳ
- Sức sống thanh xuân [228]
- Sức sống Việt Nam
- Sự cố bất ngờ [229]
- Sự kiện thể thao
- Sự lựa chọn của bạn
- Sự lựa chọn hoàn hảo
- Sự lựa chọn thông minh
- Sự thật - Thật sự – Lies Allowed
- Taxi may mắn[230] - Cash Cab
- Tác giả tác phẩm
- Tác giả - Tác phẩm - Ca sĩ
- Tài chính - thị trường [231]
- Tài tám tếu [232]
- Tài tử cải lương
- Tạp chí 888
- Tạp chí chiến binh võ thuật
- Tạp chí bóng đá Đức
- Tạp chí bóng đá thế giới
- Tạp chí bóng rổ
- Tạp chí bóng rổ FIBA
- Tạp chí người mẫu
- Tạp chí quyền anh
- Tạp chí văn nghệ
  - Anh tài đường phố
  - Bác sĩ nói gì ?
  - Bản sao hoàn hảo [233]
  - Chuyện công sở
  - Chuyện hậu trường
  - Cuộc sống và những điều kỳ diệu
  - Danh nhân đất Việt
  - Diễn đàn văn hóa nghệ thuật
  - Dọc đường đất nước
  - Đi tìm ẩn số - Miljoenenjacht - Deal or no Deal [234]
  - Đọc nhanh
  - Em đẹp
  - Ghi nhanh
  - Hộp thư
  - Kính đa tròng
  - Ký ức Sài Gòn - Thành phố Hồ Chí Minh
  - Kỷ lục Việt Nam
  - Nhịp điệu giải trí
  - Phim 4:3
  - Phim ngắn cuối tuần
  - Tác giả tác phẩm
  - Tác phẩm văn học
  - Tiểu phẩm
  - Vén màn bí ẩn
  - Xin chào bác tài [235]
  - Yểu điệu thục nữ
- Tặng em một bản tình ca
- Tâm đầu ý hợp -  The Newlywed Game
- Tâm hồn Việt [236]
- Tầm nhìn thương hiệu
- Tần số tình yêu
- Tần số 15
- Tập kết
- Tập làm chiến sĩ [237]
- Tập thể dục
- Tết nay ăn gì
- Tết này tôi ước [238]
- Thai kỳ khỏe mạnh
- Thay đổi góc nhìn
- Thay lời muốn nói
- Thách thức danh hài - Crack Them Up (Рассмеши комика) [239]
- Thám tử hôn nhân
- Thám tử tình yêu
- Thách là chơi [240]
- Thách sao nấu được
- Thanh âm hạnh phúc
- Thanh âm quyền năng [241]
- Thảnh thơi cuối tuần
- Thảnh thơi vui sống
- Thắp sáng những niềm tin
- Thắp sáng niềm tin
- Thần tượng âm nhạc - Vietnam Idol
- Thần tượng bóng rổ [242]
- Thần tượng tuổi 300
- Thần tượng tương lai [243]
- Thập toàn thập mỹ
- Thật lợi hại
- Thấu tình đạt lý
- Theo dấu những bài ca
- Thế giới 24 giờ
- Thế giới 24/7
- Thế giới bóng đá
- Thế giới diệu kỳ
- Thế giới điện ảnh
- Thế giới đó đây
- Thế giới hoang dã
- Thế giới mẹ và bé
- Thế giới muôn loài
- Thế giới ngày qua
- Thế giới tuổi teen [244]
- Thế giới tuổi thơ
- Thế giới vui nhộn - Super Trio [245]
- Thế giới xanh
- Thể dục 5 phút trước khi ngủ
- Thể dục buổi sáng
- Thể thao là cuộc sống
- Thể thao & đời sống
- Thể thao nhân vật và sự kiện
- Thể thao sáng thứ 7
- Thiên đường ẩm thực - The King Of Food
- Thiên nhiên không thể thuần hóa
- Thông điệp sáng tạo [246]
- Thông điệp thời gian
- Thông điệp yêu thương
- Thông gia song đấu
- Thông tin Văn hóa - Khoa học Kỹ thuật
- Thời tiết và cuộc sống
- Thời tới rồi - First and Last [247]
- Thời trang - Đời sống
- Thời trang & Nhân vật
- Thời trang và cuộc sống
- Thủ lĩnh thanh niên [248]
- Thư giãn 12 giờ
- Thư giãn cuối tuần
- Thử tài người hâm mộ
- Thử tài thách trí - Gra W Ciemno (Clueless) [249]
- Thử tài thông minh
- Thử thách - BOXI
- Thử thách (Phiên bản Vận động trường, 2003)
- Thử thách 99 giây cùng Quyền Linh
- Thử thách cùng bước nhảy - So You Think You Can Dance [250]
  - Liên hoan Tài năng cùng bước nhảy
- Thử thách địa hình
- Thử thách lớn khôn
- Thực khách vui vẻ
- Thực phẩm tốt - Cuộc sống tốt
- Thường thức
- Thường thức gia đình
- Tiến tới dân giàu nước mạnh
- Tiếng cười sinh viên
- Tiếng hát mãi xanh
- Tiếng rao 4.0
- Tiếp chiêu đi chờ chi - 暖心收官
- Tiếu lâm bách nghệ
- Tiếu lâm nhạc hội
- Tí hon tranh tài
- Tích tắc tích tắc
- Tìm bạn tâm giao
- Tìm người bí ẩn - Dirty Rotten Cheater
- Tìm người thông minh - Brainiest Kid [251][252][253]
- Tin buổi chiều
- Tin cuối ngày
- Tin đầu giờ
- Tin thế giới
- Tin thể thao
- Tin trong nước
- Tin dự báo thời tiết
- Tình khúc giao mùa
- Tình làng nghĩa xóm
- Tình trạng: Đã ly hôn
- Tình trăm năm
- Tình yêu của mẹ
- Tình yêu hoàn mỹ - Perfect Dating
- Tình yêu muôn mặt
- Tỏ tình hoàn mỹ - Perfect Dating
- Tòa án tình yêu
- Tỏa sáng giữa đời thường
- Tôi chọn hạnh phúc
- Tôi chưa tùng
- Tôi có thể - I Can Do That
- Tôi là người chiến thắng - The Winner Is...
- Tôi là người dẫn đầu - Survivor [254]
- Tôi tuổi Teen
- Tôi và chúng ta
- Tôn trọng - Thư giãn & Trách nhiệm
- Tổ ấm đẹp xinh
- Tổ ấm hạnh phúc
- Tổ ấm yêu thương
- Trăng mật diệu kỳ
- Trên dòng thời gian
- Trải nghiệm xuân
- Trí khôn ta đây
- Trinh sát kể chuyện
- Trong nhà ngoài phố
- Trong sáng cùng tiếng Việt
- Trong thế giới xe
- Trò chuyện cuối tuần [255]
- Trò chuyện với tương lai
- Trở lại Volga
- Trúc xanh - Concentration
- Truyền hình thanh niên
- Trường quay vui [256]
- Tuổi trẻ hôm nay
- Tuổi trẻ và tin học
- Tuyệt chiêu siêu diễn - Lip Sync Ultimate [257]
- Tuyệt đỉnh tề gia
- Tuyệt đỉnh tranh tài - Stjernekamp (The Ultimate Entertainer)
- Tự mình làm lấy
- Từ bốn phương trời
- Từ nhà ra phố
- Tự hào chất lượng Việt
- Tự tin để đẹp
- Tự tình quê hương
- Úm ba la ra chữ
- Ước mơ bốn bể là nhà [258]
- Ước mơ cho em [259]
- Ước mơ của em
- Ước mơ đến trường
- Ước mơ trong tầm tay
- Ước mơ xanh
- Và tôi vẫn hát
- Vào bếp là phải vui
- Văn hóa ẩm thực
- Văn hóa doanh nghiệp
- Văn nghệ quần chúng
- Văn nghệ mẫu giáo
- Văn nghệ thiếu nhi
- Vấn đề thể thao trong tuần
- Vấn đề trong tuần
- Vận động trường
- Vẻ đẹp hoang dã
- Vẽ tiếp cầu vồng
- Về phía mặt trời
- Về trường - Let's Go To School [260]
- Vệ sinh an toàn thực phẩm
- Việc làm [261]
- Việt Nam - 54 dân tộc anh em
- Việt Nam du ký
- Việt Nam đất nước tôi yêu
- Việt Nam những nụ cười
- Việt Nam tôi
- Vì con yêu
- Vì chất lượng cuộc sống [262]
- Vì cuộc sống bình yên
- Vì cuộc sống cộng đồng
- Vì cuộc sống tươi đẹp
- Vì một thế giới xanh
- Vì ngày mai tươi sáng
- Vì sức khỏe trẻ em
- Vì tuổi thơ
- Vì yêu mà đến - Perfect Dating
- Vitamin xanh
- Vòng nguyệt quế
- Vô lăng tình yêu[263]
- Vua phạt đền - Kick Hero
- Vui ca đoán giọng
- Vui cùng bố bỉm
- Vui cùng bước nhảy
- Vui cùng hoa lúa
- Vui cùng Hugo - Hugo
- Vui để học -  GoBingo (năm đầu tiên)
- Vui hè 98'
- Vui học Tiếng Anh
- Vui khỏe cùng HTV
- Vui khúc đồng dao
- Vui là chính - Just Kidding [264] - Just for Laughs
- Vùng đất trái tim
- Vũ điệu tuổi xanh - Baby Ballroom
- Vũ điệu vàng
- Vừa đi vừa hát
- Vườn sao mai
- Vượt lên chính mình -  ปลดหนี้
- Vượt qua những nỗi sợ
- Vừng ơi mở cửa - Raid The Cage
- Xanh tươi mỗi ngày
- Xả Stress
- Xả xì chét
- Xây dựng thương hiệu mạnh
- Xin chào bút chì
- Xóm đụng chuyện
- Xóm trọ độc nhất
- Xu hướng và phong cách
- Xu thế trẻ
- Xúc xắc xúc xẻ
- Xưởng thiết kế của Jimi
- Yêu là chọn
- Yêu là cưới
- Yoga cho tất cả mọi người
- Yoga và cuộc sống
- Y tế học đường
- Ý nghĩa công đoàn
- Ý phái đẹp - Lời phái mạnh
- Ý tưởng xanh

## HTV9

### Đang phát sóng
- 60 giây
- 180 độ xanh
- A bạn đây rồi
- An ninh biên giới
- An ninh Thành phố Hồ Chí Minh
- Ăn sạch sống khỏe [265]
- Bác sĩ của bạn
- Bác sĩ thẩm mỹ
- Bạn có thể làm gì
- Bản tin trưa (11h30)
- Bản tình ca còn mãi
- Bí mật kệ đồ chơi
- Cà phê Tek [266]
- Cảnh sát biển
- Câu chuyện kinh doanh
- Câu lạc bộ thể thao
- Chân dung nhạc sĩ
- Chính sách và đời sống
- Chung sức vì thành phố phát triển
- Chuyên đề Bảo hiểm xã hội
- Chuyên đề môi trường
- Chuyên đề âm nhạc
- Chuyên mục
- Chuyện 4 mùa
- Chuyện bốn phương
- Chuyện trưa 12 giờ
- Chuyển động kinh tế
- Chữa bệnh cùng chuyên gia
- Cùng HTV hành động xanh
- Cuộc sống quanh ta
- Cuộc sống xanh
- Cửa sổ nhìn ra thế giới
- Dân hỏi, chính quyền trả lời
- Du lịch & cuộc sống
- Dấu ấn thời gian (chương trình ca nhạc)
- Dấu ấn thời gian (chương trình ngắn)
- Dấu ấn thương hiệu Việt
- Diễn đàn luật 360
- Dự báo kinh tế
- Dự báo thời tiết
- Đi an toàn - Về hạnh phúc (talkshow)
- Giáo dục & hướng nghiệp
- Giai điệu quê hương
- Giai điệu từ những vần thơ
- Gõ cửa âm nhạc
- Hành trình chia sẻ yêu thương
- Hành trình yêu thương
- Hãy là số 1
- Hô biến
- HTV Tôi kể
- Kết nối yêu thương
- Khám phá 360
- Không gian sống
- Kiến thức cuộc sống
- La cà phố
- Lời yêu thương HTV và bạn
- Lựa chọn của tôi
- Muôn màu thể thao
- Nào ta cùng vui
- Nghệ sĩ và sàn diễn
- Nghệ thuật và cuộc sống
- Nhìn ra thế giới (tiểu mục trong Tin buổi sáng)
- Nhịp đập thể thao
- Nhịp điệu nắng mai
- Nhịp sống kinh doanh
- Nông nghiệp hiện đại - Nông thôn văn minh
- Nối kết yêu thương
- Nơi yêu thương ở lại
- Phát triển bền vững
- Phiêu du cùng âm nhạc
- Phim tài liệu
- Phóng sự
- Phóng sự tài liệu
- Phụ nữ và cuộc sống
- Quán quen chuyện chất
- Quốc phòng toàn dân
- Siêu thị cười
- Sự kiện thể thao
- Sống khoẻ cùng bạn
- Tạp chí giao thông
- Tạp chí văn nghệ
  - Chuyện đời tôi
  - Cuộc sống và những điều kỳ diệu
  - Mỗi tuần một nhân vật
  - Nét đẹp Sài Gòn
  - Nghệ thuật & cuộc sống
  - Phóng sự truyền hình
- Tâm tình bỉm sữa
- Thanh xuân tôi
- Thanh xuân tỏa sáng
- Thành phố của tôi
- Thành phố tình ca
- Thay lời muốn nói
- Thế giới 24/7
- Thế giới 24G
- Thế giới âm nhạc
- Thế giới thể thao
- Thể dục buổi sáng
- Thể thao 365
- Thời sự HTV
- Thời tiết du ký
- Tin buổi sáng
  - Điểm báo
  - Góc thông tin
  - Nhìn ra thế giới
  - Sự kiện và vấn đề
  - Thế giới
- Tiêu dùng hiện đại
- Tiêu điểm 24/7
- Trà sữa 10+
- Trò chuyện với thời gian
- Truyền hình Công nhân - Công đoàn
- Truyền hình Quân khu 7
- Truyền hình thanh niên
- Ước mơ cho em
- Văn hóa thành phố Hồ Chí Minh
- Vầng trăng cổ nhạc
- Về lại chiến khu
- Vì chất lượng cuộc sống
- Vui khỏe cùng con

### Từng phát sóng
- 1 giờ hoán đổi
- 10 phút tiếp dân
- 40 tuần hạnh phúc
- 45 phút
- 365° thể thao
- 1001 chuyện bất ngờ [267]
- Ai hiểu mẹ nhất?
- Alo bác sĩ nghe
- Alo bác sĩ nhi đồng
- Alo MR Cảnh báo [268]
- An cư lạc nghiệp [269]
- An ninh trật tự trong tuần
- An ninh và cuộc sống [270]
- An toàn giao thông
- An toàn thực phẩm
- Asia Top band
- Âm sắc Việt [271]
- Ẩm thực Việt Nam
- Barney và các bạn [272]
- Bác Ba Phi thời @ [273]
- Bác sĩ Enter
- Bác sĩ nói gì
- Bản lĩnh đối mặt
- Bản sắc Việt [274]
- Bản tin trưa (12h00)
  - Góc thông tin
- Bạn cần biết
- Bạn chọn nghề nào?
- Bạn có biết
- Bạn có biết vì sao - 3000 Whys of Blue Cat (Trung Quốc)
- Bạn trẻ bốn phương
- Bản tin trưa (11g30)
  - Kết nối
- Bật mí chuyện sao
- Bật mí phim truyền hình
- Bếp 8
- Bếp ngọt
- Bí mật các loài hoa
- Biên cương và Hải đảo
- Biên giới và hải đảo
- Biên phòng
- Biệt đội cao lớn [275]
- Biệt đội phấn trắng
- Biệt đội thông thái  [276]
- Bình luận âm nhạc
- Bình thơ
- Blouse trắng diệu kỳ [277]
- Bố là tất cả
- Bộ đôi thông thái [278]
- Bỗng dưng 17
- Búp măng non
- Búp sen xanh
- Camera cận cảnh [279]
- Camera thành phố
- Ca cảnh cải lương
- Ca cổ
- Ca hát mẫu giáo
- Ca nhạc dân tộc
- Ca nhạc yêu cầu
- Cà phê Việt Nam
- Cà tun cà tun
- Cải cách hành chính
- Cảnh báo an toàn sống [280]
- Cẩm nang du lịch
- Cẩm nang phòng chống Covid tại nhà
- Câu chuyện cảnh sát
- Câu chuyện giáo dục
- Câu chuyện giao thông
- Câu chuyện hàng Việt
  - Người bán hàng số 1 [281]
  - Vui cùng nhà nông
- Câu chuyện quê hương
- Câu chuyện thể thao
- Câu chuyện thiếu nhi
- Câu chuyện truyền hình
- Câu chuyện từ trái tim
- Câu chuyện ước mơ
- Câu lạc bộ âm nhạc dân tộc
- Cầu nối
- Cầu vồng đa sắc
- Cầu vồng xanh
- Chèo
- Chia sẻ bệnh án
- Chìa khóa may mắn [282]
- Chìa khóa vàng [283][284]
- Chiếc thìa vàng
- Chinh phục đỉnh Everest
- Chồi xinh
- Chung sức chung lòng [285]
- Chung tay vì cộng đồng
- Chuông vàng vọng cổ
- Chuyên đề an toàn thực phẩm
- Chuyên gia dinh dưỡng
- Chuyên mục văn hóa
- Chuyến xe âm nhạc
- Chuyển động 4.0
- Chuyển động âm nhạc
- Chuyển động kinh doanh
- Chuyển động ngày mới
- Chuyện 12 giờ
- Chuyện cảnh giác
- Chuyện của phố
- Chuyện Đông chuyện Tây
- Chuyện đời chuyện người
- Chuyện đời thường
- Chuyện gì xảy ra?
- Chuyện khó tin
  - Khó tin và sự thật
  - Tin khó tin
  - Lật tẩy
- Chuyện lạ bốn phương
- Chuyện ngày xưa
- Chuyện người khởi nghiệp
- Chuyện nhỏ mà không nhỏ
- Chuyện trưa
- Chuyện từ những con đường
- Chương trình 1001
- Chương trình 12G
- Chương trình chống bạo hành trong gia đình
- Chương trình dạy nhạc
- Chương trình đặc sắc của HTV
- Chương trình Lực lượng vũ trang
- Chứng khoán 24h
- Cine chủ nhật
- CLB Khoa học trẻ
- CLB Tiếng hát Truyền hình
- Có hẹn với HTVC
- Có hẹn lúc 22 giờ
- Con người và tự nhiên
- Công dân và pháp luật
- Công đoàn thành phố
- Công nghệ thông tin
- Công nghệ xanh
- Công nghiệp hóa - Hiện đại hóa đất nước
- Công nhân & công đoàn
- Cộng đồng sáng tạo
- Cơ hội cho bệnh nhân nghèo
- Cung đàn yêu thương
- Cùng bạn đến trường
- Cùng Heineken trải nghiệm quần vợt đỉnh cao
- Cùng học vẽ
- Cùng nhà nông làm giàu
- Cùng xây ngôi nhà mơ ước
- Cùng xây ước mơ
- Cuộc phiêu lưu kỳ thú [286]
- Cuộc sống bừng sáng
- Cuộc sống mới
- Cuộc sống quanh ta (sau Dự báo thời tiết 19h45)
- Cuộc sống và những điều kỳ diệu 
  - Bí kíp luyện ăn
  - Sứ dưỡng sinh - Hướng đến sức khỏe cộng đồng
  - Xe đạp kỳ thú
- Cười gần cười xa
- Dạy tiếng Anh
- Dạy tiếng Pháp
- Dân số phát triển
- Dân số và môi trường
- Dân vận khéo
- Dấu ấn thiên niên kỷ
- Dấu ấn thời gian
- Dấu ấn tình người [287]
- Dấu hỏi từ cuộc sống
- Di sản thế giới
- Diễn đàn kinh tế
- Diễn đàn nghệ thuật & truyền hình
- Diễn đàn nhà quản lý
- Dinh dưỡng và sức khỏe
- Doanh nghiệp & hội nhập
- Doanh nghiệp vì cộng đồng
- Doanh nhân và Thương hiệu
- Doanh nhân vì cộng đồng
- Du hành ký ức
- Du ký cùng hoa hậu
- Du lịch vòng quanh thế giới
- Duyên dáng ASEAN
- Duyên dáng truyền hình
- Duyên dáng truyền hình ASEAN
- Dưới ánh đèn sân khấu
- Dự báo thời tiết - đất nước & con người
- Đảng và cuộc sống
- Đặc nhiệm Blouse trắng [288]
- Đất nước - Con người
- Đất nước mến yêu
- Đào tạo quản trị mạng
- Đèn xanh đèn đỏ
- Đẹp 9 khỏe 10 
  - 8 khỏe đẹp
  - Xem mà cảnh giác
  - Thị trường 24h
  - Tiêu dùng thông minh
- Đẹp để tự tin
- Đẹp và phong cách
- Để cuộc sống mãi xanh
- Để đó vợ lo
- Để Thành phố văn minh hiện đại
- Đi an toàn - Về hạnh phúc (gameshow) [289]
- Đi bốn phương
- Đi cùng con
- Đi khắp 4 phương
- Điểm hẹn quê hương
- Điểm tin bóng đá (Anh, Đức, Pháp...)
- Điều gì đã xảy ra
- Điệu lý quê em
- Đón đầu nguy hiểm
- Đờn ca tri kỷ
- Đố em
- Đối thoại mỗi ngày
- Đối thoại văn hóa
- Đồng hành hàng Việt
- Đồng hành cùng nhạc sĩ
- Đua tài ẩm thực
- Đường kim mũi chỉ
- Em nuôi heo đất [290]
- Em yêu khoa học
- Én vàng Học đường
- Én vàng Nghệ sĩ
- Én vàng - Người dẫn chương trình truyền hình
- Én xuân
- Fan hâm mộ
- Gặp gỡ & đối thoại
- Ghép đôi thần tốc
- Ghi nhanh
- 'Giáo dục và hướng nghiệp'
- Gia đình tài tử
- Gia đình và xã hội
- Giấc mơ điện ảnh
- Giai điệu bốn phương
- Giai điệu quê hương (liveshow)
- Giai điệu tình thương
- Giai điệu trái tim
- Giao lưu văn nghệ
- Giải thưởng truyền hình HTV
- Giải trí nước ngoài
- Giọng ca vàng ASEAN
- Giọt nắng phù sa [291]
- Giờ thứ 9 [292]
- Gõ cửa thăm nhà
- Góc cũ
- Góc luật sư
- Góc nhìn HTV
- Góc nhìn khởi nghiệp
- Góc nhìn Việt Nam
- Góc phố
- Gương mặt điện ảnh
- Gương mặt truyền hình
- Gương sáng phố phường
- Hát về thời hoa đỏ
- Hàng Việt đổi mới sáng tạo
- Hàng Việt sáng tạo hội nhập
- Hành trình âm nhạc
- Hành trình ẩm thực Việt Nam
- Hành trình năng lượng đổi mới quê hương
- Hà Nội ngày nay
- Hành trình phố xanh
- Hành trình Trái Đất
- Hào khí Thăng Long
- Hạnh phúc đến mọi nhà
- Hãy đoán đi
- Hãy là bé ngoan
- Hãy làm con chúng ta hạnh phúc
- Hậu trường nghệ thuật
- Hiểu về trái tim [293]
- Hoa cuộc sống
- Hoa tay
- Hoa tay thông thái
- Hòa bình gọi
- Hòa nhịp bạn trẻ
- Hóa giải tài tình
- Hoạt cảnh thiếu nhi
- Hóng chuyện Showbiz
- Họ đã làm điều đó như thế nào?
- Học Bác hôm nay
- Học tập và làm theo tấm gương đạo đức Hồ Chí Minh
- Hội nhập và Phát triển
- Hộp thư âm nhạc
- Hộp thư bạn xem đài
- Hộp thư sân khấu
- Hộp thư sức khỏe
- Hộp thư truyền hình
- HTV Challenger Cup - Thử thách địa hình
- HTV đầu giờ
- HTV giải trí
- HTV hôm nay
- HTV - Thành phố tình ca
- HTV Xin chào!
- Hương bếp Việt
- Hướng đến công nghiệp bền vững
- Kể chuyện
- Kế hoạch gia đình hạnh phúc - Happy Family Plan [294]
- Kết nối không giới hạn
- Kết nối đến tương lai
- Kết nối & chia sẻ
- Kết nối và sẻ chia
- Khách mời HTV - Diễn đàn doanh nghiệp
- Khai mở quá khứ
- Khám phá
- Khám phá thành phố trẻ
- Khám phá Việt Nam cùng Martin Yan
- Khéo tay hay làm
- Khoa học nông nghiệp
- Khoa học & tương lai
- Khoa học và đời sống
- Khoa học và sản xuất
- Khoảnh khắc cuộc đời
- Khoảnh khắc kỳ diệu
- Khỏe đẹp mỗi ngày
- Khỏe và đẹp
- Khởi đầu mới [295]
- Khởi nghiệp
- Khởi nghiệp cùng Coop
- Khu chợ vui vẻ
- Kịch rối thiếu nhi
- Kim tự tháp - Pymarid
- Kiến thức kinh tế
- Kiến thức pháp luật
- Kiến thức phổ thông
- Kiến thức tiêu dùng
- Kinh tế cuối tuần
- Kinh tế tài chính 24G
- Kinh tế tài chính
- Kinh tế tài chính cuối tuần
- Kỹ năng tiêu dùng
- Kỳ lân và cô tiên thợ
- Ký sự Thăng Long - Ngàn năm thương nhớ
- Lao động và việc làm
- Lao động xã hội
- Làng biển Việt Nam
- Làng quê trong tôi
- Lắng nghe hạnh phúc
- Lắng nghe và trao đổi
- Lời hay ý đẹp
- Lửa khởi nghiệp
- Lựa chọn thông minh
- Lý luận, phê bình văn học nghệ thuật Thành phố Hồ Chí Minh
- Mái trường mến yêu
- Mạng truyền thông
- Mẹ chồng nàng dâu
- Mẹ khỏe bé thông minh
- Miền ký ức
- Món ngon quê Việt
- Môi trường và cuộc sống
- Mỗi ngày mỗi chuyện
- Mỗi ngày một bí quyết
- Mỗi ngày một điều hay
- Mốt và cuộc sống
- Một ngày của Phúc Mập
- Mở cửa tương lai [296]
- Muôn mặt cuộc sống
- Muôn nẻo đường đời
- Mỹ nhân vào bếp [297]
- Mỹ vị bốn phương
- Năng động khỏe và đẹp
- Năng lượng xanh
- Name That Toon [298]
- Ngày chủ nhật của em
- Ngày cuối tuần của chúng tôi
- 'Ngày mới nắng lên'
- 'Ngẫm...cười'
- 'Ngân mãi chuông vàng'
- Nghề của bạn
- Nghệ sĩ và công chúng
- Nghệ thuật kiến trúc
- Ngon bá chấy
- Ngôi sao ngày mai
- Ngôi sao tiếng hát truyền hình
- Ngụ ngôn thiếu nhi
- Nguồn dinh dưỡng quý báu [299][300]
- Nguồn sáng phương Nam
- Người dẫn chương trình tương lai
- Người kết nối
- Người thành phố quan tâm
- Người tiêu dùng sành điệu
- Người tốt việc tốt
- Người trong cuộc
- Người truyền cảm hứng
- Người kết nối
- Người Việt Nam - Hàng Việt Nam
- Nhà bao việc
- Nhà toán học trẻ tuổi
- Nhân đạo xã hội
- Nhật Bản độc đáo
- Nhật ký Blouse trắng
- Nhật ký hạnh phúc
- Nhật ký không độ
- Nhật ký tuổi hoa
- Nhìn ra thế giới
- Nhịp cầu doanh nhân [301]
- Nhịp cầu du học
- Nhịp cầu kinh doanh
- Nhịp cầu quê hương
- Nhịp đập thành phố trẻ
- Nhịp phố
- Nhịp sống Sài Gòn
- Nhịp sống thể thao
- Những bài hát chúng em ưa thích
- Những bông hoa nhỏ
- Những cánh chim không mỏi
- Những câu chuyện đẹp
- Những cung bậc thi ca
- Những cư dân hiện đại
- Những dòng sông quê hương
- Những điều kỳ thú
- Những giải đáp từ cuộc sống
- Những hộp quà xinh
- Những khoảnh khắc của thiên nhiên
- Những kỷ lục Guinness thế giới
- Những miền đất yêu thương
- Những ngày vui
- Những ngôi sao thầm lặng
- Những phát minh khoa học đáng nhớ
- Những tấm gương thầm lặng
- Những thám tử vui nhộn
- Những vòng tay nhân ái
- Những ý tưởng thông minh
- Những ý tưởng toàn cầu
- Niềm tin gửi lại
- Nói chuyện chuyên đề
- Nói và làm
- Nỗ lực vì sự sinh tồn
- Nông nghiệp nông thôn
- Nông nghiệp trong tuần
- Nông nghiệp tuần qua
- Nông sản Việt
- Nông thôn hôm nay
- Nông thôn ngày nay
- Nối bước đến trường
- Nối nhịp trái tim
- Nơi yêu thương bắt đầu
- Ở nhà hát ca
- Ống kính thể thao
- Ống kinh công nghệ
- Ống nhòm nhí
- Phát triển đô thị
- Phi đội không tuổi
- Phía sau quả bóng cam
- Phim cuối tuần HTV9
- Phim tài liệu khoa học
- Phim hoạt hình
- Phim truyện buổi sáng
- Phim truyện cải lương
- Phim truyện cuối ngày
- Phim truyện cuối tuần
- Phim truyện Thanh thiếu niên
- Phim truyện về khuya
- Phim Việt chiều chủ nhật
- Phong cách
- Phong cách và Đam mê
- Phóng sự điều tra
- Phóng sự thời sự
- Phòng cháy chữa cháy
- Phụ nữ
- Phụ nữ hiện đại
- Quả ngọt trên những vùng quê
- Quy luật tất yếu
- Quý cô thông thái
- Quyền trẻ em
- Quý bà giỏi giang
- Ra khơi
- Rác - Chuyện không nhỏ
- Radio cảm xúc
- Rồng vàng
- Rạng ngời trang sử Việt
- Reborn tái sinh
- Sáng mãi đạo đức Hồ Chí Minh
- Sáng tạo trẻ
- Sáng tạo Việt
- Sài Gòn hôm nay
- Sao kim
- Sao tiểu thương Việt
- Sao tìm sao
- Sắc màu âm nhạc
- Sắc màu cuộc sống
- Sắc màu cuộc sóng (2)
- Sắc màu điện ảnh
- Sắc màu giải trí
- Sắc màu tình yêu
- Sân khấu
- Sân khấu chuyên đề
- Sân khấu đầu tiên
- Sân khấu thiếu nhi
- Sân khấu về khuya
- Siêu nhí đấu trí
- Sinh tố 7 màu
- Son môi đỏ
- Sổ tay nội trợ
- Sống
- Sống để yêu thương
- Sống khỏe mỗi ngày
- Sống làm việc theo pháp luật
- Sống vui sống khỏe
- Sống xanh
- Studio mộc
- Sự kiện thể thao trong tuần
- Sự lựa chọn thông minh
- Sức bật, sáng tạo, khởi nghiệp
- Sức khỏe cho mọi người
- Sức khỏe là vàng
- Sức khỏe vàng
- Tác giả tác phẩm
- Tài chính kinh doanh
- Tài chính ngân hàng
- Tài chính - Thị trường cuối tuần
- Tài chính toàn cầu
- Tài tử cài lương
- Tái sinh - Reborn
- Tam nông
- Tản mạn cuối tuần
- Tạp chí 360
- Tạp chí bóng rổ
- Tạp chí công nghệ thông tin
- Tạp chí đầu tư & phát triển
- Tạp chí đầu tư tiếp thị
- Tạp chí giáo dục quốc phòng toàn dân
- Tạp chí khỏe và đẹp
- Tạp chí Kiến thức Kinh tế
- Tạp chí kinh tế cuối tuần
- Tạp chí phong cách
- Tạp chí sức khỏe
- Tạp chí thị trường
- Tạp chí Văn hóa nghệ thuật Thế giới
  - Tạp chí văn nghệ
  - Chuyện hậu trường
  - Danh nhân đất Việt
  - Diễn dàn văn hóa nghệ thuật
  - Dọc đường đất nước
  - Đọc nhanh
  - Ghi nhanh
  - Hộp thư
  - Kính đa tròng
  - Kỷ lục Việt Nam
  - Nhịp điệu giải trí
  - Sắc màu thành phố
  - Tiểu phẩm
- Tâm điểm hôm nay
  - Buổi chiều tốt lành
  - Đẹp 9 khỏe 10
  - Ghế nóng
  - Tin khó tin
  - Thật giả
- Tâm điểm khỏe đẹp
- Tâm hồn cao thượng
- Tâm sáng để vươn xa
- Tấm thẻ sẻ chia
- Tập mà chơi - Chơi mà tập
- Tết làm điều hay
- Tham vấn chuyên gia
- Thần tượng âm nhạc Châu Á
- Thần tượng âm nhạc Việt Nam - Vietnam Idol
- Thanh âm ngày mới
- Thành phố 24G
- Thành phố hôm nay
- Thành phố tôi yêu
- Thế giới công nghệ
- Thế giới đó đây
- Thế giới giải trí
- Thế giới mẹ & bé
- Thế giới muôn màu
- Thế giới tuổi thơ
- Thế giới võ thuật
- Thế giới xanh
- Thể dục 5 phút
- Thể dục thể thao trong tuần
- Thể dục thể thao hàng tuần
- Thể thao 365
  - Thử thách cùng HTV
  - Vui khỏe cùng HTV
- Thể thao là cuộc sống
- Thể thao quốc tế tổng hợp
- Thể thao ngày mới
- Thể thao tổng hợp
- Thể thao tổng hợp trong tuần
- Thi đua yêu nước
- Thị trường chứng khoán
- Thị trường hôm nay
- Thiên nhiên hoang dã
- Thiếu niên tranh tài
- Thông tin kinh tế
- Thông tin dân sự
- Thông tin dân sự - rao vặt
- Thông tin giá cả thị trường
- Thông tin Văn hóa - Khoa học - Kỹ thuật
- Thơ
- Thơ ca giao hòa
- Thời tiết & cuộc sống
- Thời sự âm nhạc
- Thời sự nông nghiệp
- Thời sự nông nghiệp (HTV sản xuất)
- Thủy sản & hội nhập
- Thương trường muôn mặt
- Thử thách bất ngờ
- Thử thách vui vẻ
- Thường thức
- Thường thức gia đình
- Tích tắc
- Tiêu điểm y tế
- Tiến tới dân giàu nước mạnh
- Tiếng Anh thương mại
- Tiếng ca học đường
- Tiếng đàn tri âm
- Tiếng hát truyền hình
- Tiếng hát măng non Truyền hình
- Tiếng nói thể thao thành phố
- Tiếp sức người thầy
- Tiêu điểm HTVC
- Tìm hiểu âm nhạc
- Tìm hiểu nghệ thuật âm nhạc
- Tìm kiếm tri thức
- Tin buổi sáng
  - Cuộc sống quanh ta
  - Điểm báo cuối tuần
  - Đối thoại mỗi ngày
  - Giải trí
  - Giá cả thị trường
  - Góc nhìn Việt Nam
  - Tin thế giới
  - Thể thao
  - Thị trường thành phố
  - Thông tin đường dây nóng
  - Thông tin công cộng
- Tin cuối ngày
- Tin đầu giờ
- Tin học cho mọi người
- Tin thế giới
- Tin tiếng nước ngoài
  - News (Tiếng Anh)
  - Le Petit Journal (Tiếng Pháp)
  - 外语新闻 (Tiếng Trung)
- Tin trong nước
- Tình khúc xưa và nay
- Tỏa sáng giữa đời thường
- Tỏa sáng ước mơ [302]
- Tọa đàm văn hóa Thành phố
- Toàn dân phòng cháy chữa cháy
- Tôi và chúng ta
- Tổng hợp cuối tuần
- Trật tự an toàn giao thông
- Trật tự kỷ cương - Nếp sống văn minh đô thị
- Trật tự văn minh đô thị
- Trên dòng thời gian
- Trên dòng thời gian (2)
- Trên đường hội nhập
- Trên đường thiên lý
- Trinh sát kể chuyện
- Trò chuyện cuối tuần
- Trong nhà ngoài phố
- Trong thế giới xe
- Trưa nay ăn gì?
- Tuổi hoàng hôn
- Tuổi nắng hồng
- Tuổi trăng tròn
- Tuổi trẻ hôm nay
- Tuổi trẻ khởi nghiệp
- Tuổi trẻ ngày nay
- Từ bốn phương trời
- Từ lý luận đến thực tiễn
- Tự giới thiệu
- Tự hào hàng Việt Nam
- Tự hào thương hiệu quốc gia
- Tự hào thương hiệu Việt Nam
- Tự hào tổ quốc Việt Nam

Tái sinh Nhân sắc
- Tự tin vui sống
- Ước mơ đến trường
- Ước mơ từ làng
- Văn hóa doanh nghiệp
- Văn hóa và những người bạn
- Văn minh đô thị
- Văn nghệ quần chúng
- Văn nghệ thiếu nhi
- Vấn đề thể thao trong tuần
- Vấn đề trong tuần
- Về nhà đi anh
- Về phía cầu vồng [303]
- Vệ sinh an toàn thực phẩm
- Việt Nam tươi đẹp [304]
- Vì an toàn cuộc sống
- Vì bình yên cuộc sống
- Vì cuộc sống mai sau
- Vì cuộc sống xanh
- Vì ngày mai tươi sáng
- Vì thành phố đáng sống
- Vì thành phố văn minh và phát triển [305]
- Vì tuổi thơ
- Video clip của bạn
- Vợ chồng mình hát
- Vua bếp
- Vui cùng con cháu
- Vui khúc đồng dao
- Vui khỏe mỗi ngày
- Vững bước tương lai
- Vườn âm nhạc
- Xây dựng đảng
- Xanh vườn tốt ruộng
- Xin chào cuộc sống [306]
- Xu thế trẻ
- Y tế học đường
- Yêu thương cuộc sống [307]
- Yoga ngày mới

## HTV Thể thao

### Đang phát sóng
- Câu lạc bộ thể thao
- Điểm tin bóng đá
- Nhật ký thể thao
- Nhịp đập thể thao
- Nhịp sống thể thao
- Sôi động sân cỏ
- Tường thuật bóng đá
- Tường thuật thể thao
- Tạp chí quần vợt
- Tạp chí võ thuật
- Thể thao là cuộc sống
- Thế giới thể thao
- Huyền thoại bóng đá thế giới
- Khỏe đẹp
- Bản tin sáng, Bản tin trưa

### Từng phát sóng
- Bóng tròn HTV
- Cầu thủ thứ 12
- HTV cùng giải Ngoại hạng Anh
- Tạp chí bóng đá Anh
- Tạp chí tinh thần võ thuật
- ESportTV
  - Pump It Pump
  - Futsal TV
  - Vpro 2010
  - PES 5
  - 3 on 3 Basketball
  - Đại lộ Game
  - Vpro Special
  - Need For Speech
  - PES Champion League 3
  - TransWorld Sportm
  - Etech 2
  - WCG Korean 2
  - Game 4 TV
  - Võ lâm truyền kỳ
  - Vpro Best
  - Need 4 Speed

## HTVC

### HTVC Phụ nữ

#### Đang phát sóng
- Thiên nga vượt sóng
- Đời đẹp lắm

#### Từng phát sóng
- Góc hàn huyên
- Giữ lấy mầm sống
- Yoga cho mọi người
- Chân dung phụ nữ
- Phụ nữ cuộc sống
- Cẩm nang mua sắm
- Làng ẩm thực
- Ngày mới nắng lên
- Tâm điểm 247
- Tổ ấm hạnh phúc
- Du lịch 5 châu

### HTVC Thuần Việt

#### Đang phát sóng
- Có gì hay không ? [308]
- Đất Việt mến yêu
- Sống thật
- Talkshow
- Tiêu điểm HTVC

#### Từng phát sóng
- Bước ra ánh sáng - Come Out
- Caro - ca nhạc
- Chuyện về những vở diễn một thời
- Chuyện cảnh giác
- Đông Tây nam bắc
- Đời nghệ sĩ
- Đường đến danh ca vọng cổ
- Hẹn ăn trưa
- HTVC Highlight
- Ký ức tươi đẹp
- Mảnh ghép vui nhộn
- Mỗi tuần 1 nhân vật
- Nghệ thuật và cuộc sống
- Phụ nữ quyền năng
- Tạp chí văn nghệ
- Thử thách dân hài
- 'Tiêu điểm HTVC'
- Thương vụ tí hon

### HTVC Gia đình

#### Đang phát sóng
- Phim truyện

#### Từng phát sóng
- Chung một mái nhà
- Sưởi ấm gia đình
- Chuyện lạ đó đây
- PopcornTV
- Khán giả với HTVC
- Góc thư giãn
- Chồng nấu vợ khen
- Chat với sao
- Giai điệu tôi yêu

### HTVC Ca nhạc

#### Đang phát sóng
- Chương trình ca nhạc

#### Từng phát sóng
- Cửa sổ âm nhạc
- Ca nhạc Việt Nam
- Ca nhạc quốc tế
- New Playlist Việt Nam
- New Playlist Quốc tế
- HTV Music Countdown
- V51-V52
- Summer
- Số 6 may mắn
- Sweet

### HTVC Du lịch & Cuộc sống

#### Đang phát sóng
- Phim truyện

#### Từng phát sóng
- Cẩm nang du lịch
- Điểm hẹn quanh ta
- Khám phá
- Ấn tượng kiến trúc
- 80 ngày vòng quanh thế giới
- Tiêu điểm du lịch
- Điểm hẹn du lịch
- Hành trình cung bậc phương Nam
- Á ngon quá
- Những cuộc phiêu lưu kỳ thú
- 'Trang du lịch'
- Biên niên sử Địa Trung Hải
- Kiến thức về động vật
- Vua sáng tạo
- Đất Việt mến yêu
- Đời và đạo
- Du lịch kỳ thú
- Du lịch năm châu
- Cuộc sống muôn màu
- Vietnam - Destination I Love
- Điểm đến ngày nay
- Bản sắc Việt
- Thương vụ tí hon
- Tâm điểm 247
- Điểm đến du lịch
- Du lịch khám phá
- World Class Bartender
- Khám phá Nagoya
- Non nước lãng du
- Khám phá thiên nhiên
- Khám phá khoa học
- Giải mã cuộc sống
- Cuộc sống muôn màu
- Hành trình Việt
- Du lịch châu  u
- Lịch sử Việt Nam
- Du lịch & cuộc sống
- Chân trời khoa học

### HTVC Phim

#### Đang phát sóng
- Phim truyện

#### Từng phát sóng
- Thế giới điện ảnh

### HTVC+

#### Đang phát sóng
- Chương trình tổng hợp

#### Từng phát sóng

##### Channel B
- Món ăn của Ngôi sao
- Ga 1105
- Những anh chàng nhà bên
- Trò đùa trên phố
- Vblock
- Mẫn nhi kế
- Tạp chí thời trang
- Thực đơn Vpop
- Yêu Cine
- 360 độ giải trí
- Rain Effect
- Nâng tầm thương hiệu
- 4 in Chers
- Đẹp 360
- Cụ ông đi phượt
- Người nội trợ hoàn hảo
- Thử thách dân hài
- Cooking show
- Màu thời gian
- Điều chưa nói
- Talkshow Channel B
- Không gian Ký ức
- Yan V-Pop 20
- Bếp chiến
- Ghế đỏ
- Một ngày mới
- Tạp chí Thời trang
- Wazz Up - Bản tin giải trí
- Radio 88.8
- Larva - Những chú sâu tinh nghịch
- Khám phá Malaysia cùng Martin Yan
- Nhạc theo chủ đề
- Nhạc Tổng hợp

### FBNC

#### Từng phát sóng
- 45 phút
- 128 hours
- Bản tin 24/7
- Bản tin công nghệ
- Bản tin cuối tuần
- Bản tin địa ốc
- Bản tin kinh tế
- Bản tin ngân hàng
- Biến đổi khí hậu
- Cà phê Sài Gòn
- Cận cảnh thị trường
- Câu chuyện bất động sản
- Câu chuyện kinh doanh
- Chìa khóa Showbiz
- Chuyên gia thị trường
- Chuyện người nổi tiếng
- Covid 19 trong ngày
- Công nghệ thông minh
- Cuộc sống thông minh
- Cửa sổ công nghệ
- Doanh nhân và Golf
- Doanh nhân và thể thao
- Dream House
- Đầu tư giáo dục
- Đồng tiền thông minh
- FBNC Cận cảnh
- FBNC Hỏi và đáp
- Giờ đặt lệnh
- Giờ kết sổ
- Hàng hóa thị trường
- Hàng Việt hội nhập
- Không gian 4 chiều
- Nẻo đường tài chính
- Ngã về phía trước
- Nhà lãnh đạo doanh nghiệp
- Nhận định thị trường Bất động sản
- Những câu hỏi Liên quan đến Nhà đất
- Sinh viên biện luận
- Smart Money SV
- Sức khỏe & Tiền
- Tạp chí đầu tư giáo dục
- Tạp chí ngân hàng
- Tầm nhìn thị trường
- Thế giới công nghệ
- Tiêu điểm FBNC
- Tin công nghệ
- Tin mới nhận
- Tin sáng 30s
- Tin tối 18h
- Tin thế giới
- Tin trong nước
- Tin tức FBNC
- Thể thao
- Thể thao trong ngày
- Thông tin mua bán bất động sản
- Thủ thuật công nghệ
- Tôi và Việt Nam
- Top CEO
- Trên lộ trình hội nhập
- Trò chuyện Hàng tuần
- Văn hóa
- Vietnam in Focus [309]
- Việt Nam 24/7
- Xây dựng thương hiệu mạnh
- Xe hay TV

### Astro Cảm xúc

#### Từng phát sóng
- Phim truyện nước ngoài
- Phim điện ảnh
- Bộ tam siêu đẳng (TVB)
- Giác quan phân thắng bại (TVB)
- Bí mật ngôi sao (TVB)
- Nhìn ra thế giới (TVB)
- Siêu cấp chưởng môn nhân (TVB)